# Fraccionamiento las Lomas
Fraccionamiento las Lomas är en ort i Mexiko.   Den ligger i kommunen Alvarado och delstaten Veracruz, i den sydöstra delen av landet, 300 km öster om huvudstaden Mexico City. Fraccionamiento las Lomas ligger 40 meter över havet och antalet invånare är 559.
Terrängen runt Fraccionamiento las Lomas är platt. Havet är nära Fraccionamiento las Lomas åt nordost. Runt Fraccionamiento las Lomas är det mycket tätbefolkat, med 2 614 invånare per kvadratkilometer. Närmaste större samhälle är Veracruz, 13,2 km norr om Fraccionamiento las Lomas. 